# Idiomacromerus regillus
Idiomacromerus regillus is een vliesvleugelig insect uit de familie Torymidae. De wetenschappelijke naam is voor het eerst geldig gepubliceerd in 1962 door Steffan.